# Zach Scott
Pour les articles homonymes, voir Scott.
Zach Scott est un footballeur américain né le 2 juillet 1980 à Haiku-Pauwela sur l'île de Maui à Hawaï. Il évolue au poste de défenseur avec les Sounders de Seattle en MLS.

## Biographie
Zach Scott naît et grandit sur l'île de Maui à Hawaï. Il quitte son île pour intégrer l'Université de Gonzaga et évolue avec les Bulldogs en NCAA.
En 2002, il devient professionnel et rejoint les Sounders de Seattle en Première division de United Soccer Leagues, la deuxième division nord-américaine. Durant l'hiver 2002-2003, il dispute le championnat de futsal de Major Indoor Soccer League. Il retrouve ensuite les Sounders avec qui il remporte plusieurs titres en 2e division.
Il accompagne les Sounders en MLS pour la saison 2009. 

## Palmarès
- Vainqueur de la Lamar Hunt U.S. Open Cup en en 2009, 2010 et 2011
- Vainqueur de l'USL First Division en 2005 et 2007
- Vainqueur de l'USL Commissioner's Cup en 2002 et 2005